# Битва при Хойнице (1656)
Битва при Хойнице (польск. Bitwa pod Chojnicami) — сражение Северной войны между войсками Речи Посполитой и шведскими войсками. Битва представляла собой неожиданную ночную атаку шведов с последующим преследованием.

## Предыстория
К концу 1656 года шведская армия блокировала войска польского короля Яна II Казимира в Гданьске, который вел дипломатические переговоры с посланником французского короля Людовика XIV Антуаном де Люмбре. Польская королева Мария Луиза Гонзага хотела присоединиться к мужу, но она нуждалась в польских войсках, чтобы пробить проход до Гданьска через ряды шведских солдат. Карл X Густав был готов позволить Марии прибыть в Гданьск, но королева отказалась принимать помощь от врага, положившись на войска Стефана Чарнецкого, дислоцированные в Пётркув-Трибунальском. Чарнецкий прибыл к королеве в Вольбуж, и вместе они начали так называемую «Гданьскую экспедицию». Примерно 1 января 1657 года Чарнецкий со своей дивизией и свитой королевы в обозе прибыл к Хойнице. Там к нему присоединились отряды гетманов Станислава Реверы Потоцкого и Станислава Лянцкоронского. Польская кавалерия заняла окрестные деревни и рассеялась по заснеженной местности.

## Ход битвы
Различные источники дают различные описания битвы.
Одна из версий звучит так: шведский король получил информацию о концентрации польских армейских подразделений в Хойнице в течение последних дней 1656 года и, вероятно, начал движение в их направлении, рассчитывая застичь противника врасплох на зимних квартирах. Шведская армия подошла к Хойнице в ночь на 2 января 1657 года, и первым в атаку пошел шведский авангард Рутгера фон Ашеберга из почти 1000 рейтаров. Его отряды напали на польские части князя Константина Вишневецкого, Яна Собеского и Конецпольского. Беглецы из полка Вишневецкого распространили тревогу по всему Хойнице и прилегающим польским военных лагерям. Это дало достаточно времени для других польских частей, чтобы собраться и встретиться с врагом на равных условиях и использовать своё численное превосходство.
В какой-то момент бои достигли обоза королевы, и ей пришлось искать убежище в самом городе. После того, как королева была в безопасности, она дала благословение Чарнецкому прийти на помощь полкам князя Вишневецкого. На рассвете 3 января 1657 года Ашеберг понял, что вокруг него собирается превосходящая армия противника, и начал поспешное отступление к старой крепости тевтонских рыцарей Члухув. Чарнецкий оперативно собрал свои части и начал преследование шведов. Шведское командование, в свою очередь, оказалось не готово к отступлению, и шведская кавалерия стала легкой добычей для поляков. Шведы нашли убежище в Члухуве, и солдаты гарнизона удержали поляков от штурма огнём крепостной артиллерии. Польские командиры решили избежать дальнейшего взаимодействия со шведами и отвели свои силы и обозы от Хойнице к Накло-над-Нотецью. Польская армия, по этим данным, потеряла менее 50 убитых и раненых и 9 — пленными.
Согласно другим источникам, шведский авангард достиг деревень за пределами Хойнице рано утром 25 декабря 1656 года и обнаружил в них спящие польские войска. Застелив мост соломой, чтобы заглушить звук от копыт лошадей, шведская кавалерия пересекла реку и атаковала поляков. Когда наступило утро, шведы убили более 3000 польских солдат и захватили 2600 ездовых животных. Вскоре после этого главная шведская армия подошла к городу и начала обстрел Хойнице. В знак своей признательности король Карл Густав подарил Рутгеру фон Ашебергу свою шпагу, а также ценные земли и драгоценности.

## Результаты
Встав лагерем близ Накло, польские командиры и королева столкнулись с требованием солдат об уплате жалования. Мария Луиза Гонзага выплатила его из собственных источников. В результате Чарнецкий с 6000 всадников и королева с обозом и придворными двинулись к Гданьску и в конце концов присоединились к польскому королю. Другие польские командиры остались к югу от Гданьска, в Померании.
По другим данным, после захвата короля Яна Казимира в Гданьске шведская армия пыталась остановить польскую кавалерию, которая шла на выручку королю. Королева пыталась убедить лидеров польской армии спасти короля, но они не согласились, ссылаясь на то, что их солдаты были голодны и не получали жалования. После нескольких встреч с командирами королева прекратила свои усилия. Затем шведские войска были отправлены, чтобы снять осаду с Тыкоцина. Смелый удар Чарнецкого по шведам возымел успех, и поляки достигли Гданьска и спасли короля.